# Sven Schulze
Pour les articles homonymes, voir Schulze.
Ne doit pas être confondu avec Sven Schultze.
Sven Schulze, né le 31 juillet 1979 à Quedlinburg, est un homme politique allemand, membre de l'Union chrétienne-démocrate d'Allemagne (CDU).
Il est ministre d'État à l'Économie, dans le troisième gouvernementde Reiner Haseloff,, Ministre-président de Saxe-Anhalt, depuis 2021.
Il était député européen de 2014 à 2021.
Depuis mars 2021, il est le chef de file de la CDU de Saxe-Anhalt.
Haseloff (71 ans, ministre-président depuis avril 2011) a confirmé le 7 août 2025 qu'il ne se représenterait pas comme tête de liste de la CDU à la prochaine élection régionale (prévue le 6 septembre 2026). Schulze a l'intention de se présenter.